# Porcellio hypselos
Porcellio hypselos là một loài chân đều trong họ Porcellionidae. Loài này được Barnard miêu tả khoa học năm 1949.